# Республіканський шуцбунд
Республіканський шуцбунд (нім. Republikanische Schutzbund Німецька: [ʁepubliˈkaːnɪʃɐ ˈʃʊtsˌbʊnt] ( прослухати) — Республіканський союз оборони) — воєнізована організація Соціал-демократичної партії Австрії, створена 1923 року, діяла до 1936 року.

## Історія
Шуцбунд було створено 1923 року для самооборони соціал-демократичних і робітничих організацій та їх членів від збройних загонів гаймверу.
В липні 1927 року Шуцбунд взяв участь у сутичках із гаймвером. У лютому 1934 року шуцбунди Лінца, Відня та інших міст Австрії підняли повстання проти правого уряду. Однак виступи шуцбундів не були підтримані СДПА й після кількох днів запеклих боїв, що дістали назву Громадянської війни в Австрії (нім. Österreichischer Bürgerkrieg), були придушені. Багато членів шуцбунду були змушені емігрувати з країни або, як Ернст Фішер, перейшли на комуністичні позиції.

## Цікаві факти
- Членом Шуцбунду й прихильником його незалежної та радикальної політики був Теодор Кернер — майбутній президент Австрійської республіки.
- Членом Шуцбунду й редактором його нелегального журналу була Ілона Дучинська — дружина Карла Поланьї.
- Після поразки повстання багато з шуцбундівців прибули до Москви, де пройшли парадом Червоною площею.
- Одним із членів Шуцбунду був австрійський поет і перекладач «Євгенія Онєгіна» Борис Брайнін.
- У віденському районі Флорідсдорф до повстанців приєдналася пожежна дружина на чолі з Георгом Вейселем, яку урядовим військам вдалося розбити, тільки застосувавши задушливі гази.